# Mob Wives

Mob Wives, soit « les épouses de la Mafia » ou « les femmes de la Mafia » en français, est une émission de télé-réalité américaine diffusée du 17 avril 2011 au 16 mars 2016 sur la chaîne VH1. 
L'émission a donné lieu a trois émissions dérivées :  Mob Wives : The Sit Down, Mob Wives Chicago, Big Ang et Miami Monkey.

## Concept
L'émission suit la vie de six femmes de la mafia italienne new-yorkaise, dont les maris ou pères ont été inculpés et incarcérés pour leurs méfaits. Parce qu'elles abordent publiquement des sujets liés aux familles de la mafia, certains anciens considèrent qu'elles ne respectent pas la loi du silence qui est de mise dans ce milieu. L'idée d'un tel concept d'émission doit son origine à Jennifer Graziano, sœur de Renee Graziano qui participe à l'émission.
Le casting de la première saison de l'émission compte quatre participantes qui sont :
- Drita D'Avanzo : d'origine albanaise, elle est la femme de Lee D'Avanzo, inculpé et incarcéré pour attaques à main armée et vols de banque. Ils ont ensemble deux filles Aleeya et Gizelle, qui avaient respectivement 9 et 3 ans au début de l'émission. Lee D'Avanzo est le fils de Lewis D'Avanzo, cousin éloigné de Rudolph Giuliani. Avant de rencontrer Drita, Lee D'Avanzo était le compagnon de Karen Gravano, également participante à l'émission.
- Carla Facciolo : ex-femme de Joseph Ferragamo.
- Karen Gravano : fille de Salvatore Gravano, dit « Sammy the Bull » lié à la famille Gambino.
- Renee Graziano : fille d'Anthony Graziano de la famille Bonanno, ex-femme de Hector Pagan Jr, inculpé pour trafic de marijuana. Les liens avec son père ont été rompus depuis sa participation à l'émission.

Des nouvelles participantes rejoindront la distribution au cours de l'émission : 
- Angela Raiola, dite « Big Ang » : nièce de Salvatore Lombardi, dit « Sally Dogs », parrain décédé de la famille Genovese. Mère de deux enfants, elle tient le bar Drunken Monkey.
- Ramona Rizzo : petite-fille de Benjamin Ruggiero, plus connu pour avoir été incarné au cinéma par l'acteur américain Al Pacino dans le film Donnie Brasco. C'est également la cousine de Karen Gravano qui participe à l'émission.

- Love Majewski : ex-fiancée de Ray Merolle.

- Natalie Guercio : cousine d'un membre du meurtre de la famille Philly.
- Alicia DiMichele-Garofalo : épouse de Eddie Garofalo, dit « Tall Guy ».

Des Amies rejoignent également le programme :
- Natalie DiDonato : cousine de Frank D'Alfonso, dit « Frankie Flowers ».
- Brittany Fogarty : fille de John Fogarty.
- Marissa Jade : en couple avec Jamie « OZ » Lansburg

## Participantes
| Wives                     | Saisons                 | Saisons                 | Saisons                 | Saisons                 | Saisons                 | Saisons                 |
| Wives                     | 1                       | 2                       | 3                       | 4                       | 5                       | 6                       |
|                           | Distribution principale | Distribution principale | Distribution principale | Distribution principale | Distribution principale | Distribution principale |
| ------------------------- | ----------------------- | ----------------------- | ----------------------- | ----------------------- | ----------------------- | ----------------------- |
| Drita D'Avanzo (en)       | Principale              | Principale              | Principale              | Principale              | Principale              | Principale              |
| Renee Graziano (en)       | Principale              | Principale              | Principale              | Principale              | Principale              | Principale              |
| Karen Gravano             | Principale              | Principale              | Principale              |                         | Principale              | Principale              |
| Carla Facciolo            | Principale              | Principale              | Principale              |                         | Invitée                 | Principale              |
| Angela Raiola (en)        |                         | Principale              | Principale              | Principale              | Principale              | Principale              |
| Ramona Rizzo              |                         | Principale              | Principale              |                         |                         |                         |
| Love Majewski             |                         |                         | Principale              |                         |                         | Invitée                 |
| Natalie Guercio           |                         |                         |                         | Principale              | Principale              |                         |
| Alicia DiMichele-Garofalo |                         |                         |                         | Principale              |                         |                         |
|                           | Amie                    |                         |                         |                         |                         |                         |
| Natalie DiDonato          |                         |                         |                         |                         | Amie                    |                         |
| Brittany Fogarty          |                         |                         |                         |                         |                         | Amie                    |
| Marissa Jade              |                         |                         |                         |                         |                         | Amie                    |

## Épisodes
| Saison | Épisodes | Épisodes | Diffusé à l’origine | Diffusé à l’origine |
| Saison | Épisodes | Épisodes | Première diffusion  | Dernière diffusion  |
| ------ | -------- | -------- | ------------------- | ------------------- |
| 1      | 11       | 11       | 17 avril 2011       | 10 juillet 2011     |
| 2      | 19       | 19       | 1 janvier 2012      | 27 mai 2012         |
| 3      | 14       | 14       | 6 janvier 2013      | avril 21, 2013      |
| 4      | 13       | 13       | 5 décembre 2013     | 27 février 2014     |
| 5      | 14       | 14       | 3 décembre 2014     | 18 mars 2015        |
| 6      | 11       | 11       | 13 janvier 2016     | 16 mars 2016        |